# Picrospora monoplecta
Picrospora monoplecta är en fjärilsart som beskrevs av Edward Meyrick 1921. Picrospora monoplecta ingår i släktet Picrospora och familjen säckspinnare. Inga underarter finns listade i Catalogue of Life.